# 6319 Beregovoj
6319 Beregovoj (1990 WJ3) là một tiểu hành tinh vành đai chính được phát hiện ngày 19 tháng 11 năm 1990 bởi Elst, E. W. ở La Silla.